# Lago de Serra da Mesa
Der Lago de  Serra da Mesa, übersetzt als Serra-da-Mesa-See, Serra-da-Mesa-Stausee oder Stausee Serra da Mesa, ist ein Stausee und liegt in der Gemeinde Minaçu im Norden des brasilianischen Bundesstaates Goiás. Er wird durch eine Talsperre, die den Rio Tocantins aufstaut, gebildet. Der Stausee ist bzgl. der Fläche von rund 1.784 (bzw. 1.794) km² der fünftgrößte und bzgl. des Volumens von 54,4 Mrd. m³ der größte Stausee Brasiliens.
Im Stausee wird auch Fischzucht betrieben. Die Regierung schätzt, dass Serra da Mesa jährlich 34.000 Tonnen Fisch produzieren könnte. Der Bundesstaat Goiás möchte die jährliche Produktion von Fisch auf insgesamt 297.000 Tonnen steigern, was dem mehr als 15-fachen der gegenwärtigen Menge von 18.700 Tonnen entspricht. Es werden Fische wie Tilápia, Tambaqui, Pirapitinga, Lambari, Pirarucu, Pirarara und Jurupensém gezüchtet. Gegenwärtig (Stand September 2013) gibt es 22 Fischfarmen am Stausee.

## Kraftwerk
Das Absperrbauwerk ist ein 154 m hoher Staudamm aus Erd- und Felsschüttmaterial. Das Wasserkraftwerk hat eine Nennleistung von 1.275 MW (3-mal 425 MW) und wird von Furnas Centrais Elétricas betrieben.
Siehe auch:
- Liste der größten Talsperren der Erde
- Liste der größten Stauseen der Erde
- Liste der größten Wasserkraftwerke der Erde
- Liste von Talsperren der Welt#Brasilien